# Carmichaelite
La carmichaelite è un minerale.

## Etimologia
Il nome è in onore del geologo statunitense Ian Stuart Edward Carmichael (1930-2011), studioso degli ossidi di titanio e ferro nelle rocce vulcaniche.